# Jarmila Machačová
Jarmila Machačová (Havlíčkův Brod, 9 januari 1986) is een Tsjechisch wielrenner met als specialisme baanwielrennen.

## Carrière
In 2004 deed zij voor het eerst internationaal van zich spreken toen zij bij de wereldkampioenschappen voor junioren in Los Angeles tweede werd bij de scratch. In 2006 werd zij derde in de individuele tijdrit op de weg bij de Tsjechische kampioenschappen, won ze zilver op de scratch tijdens de wereldbeker in Sydney en werd ze derde bij de puntenkoers voor junioren bij de Europese kampioenschappen baanwielrennen in Athene.
Bij de wereldbeker baanwielrennen van 2007/2008 in Los Angeles won ze de puntenkoers, net als in 2008/2009 in Peking. In 2010 werd ze bij de Wereldkampioenschappen baanwielrennen 2010 in het Deense Ballerup vijfde in de scratch.
Bij de Wereldkampioenschappen baanwielrennen 2011 in Apeldoorn behaalde ze zilver bij de puntenkoers. Later dat jaar won ze brons op de puntenkoers tijdens de Europese kampioenschappen baanwielrennen 2011, eveneens in Apeldoorn. Twee jaar later werd ze in Minsk wereldkampioene in de puntenkoers. Op de Europese Spelen van 2019 in Minsk won Machačová brons op de puntenkoers.
In 2008 en 2012 werd Machačová Tsjechische kampioen tijdrijden. In 2018, 2020 en 2023 werd ze Tsjechische kampioen op de weg.
In mei 2016 werd ze tweede in de slotrit van de Tsjechische etappekoers Gracia Orlová. Een jaar later won ze het bergklassement van deze wedstrijd. In de Tour de l'Ardèche 2019 werd ze tweede in de vierde etappe in de sprint achter Anouska Koster.

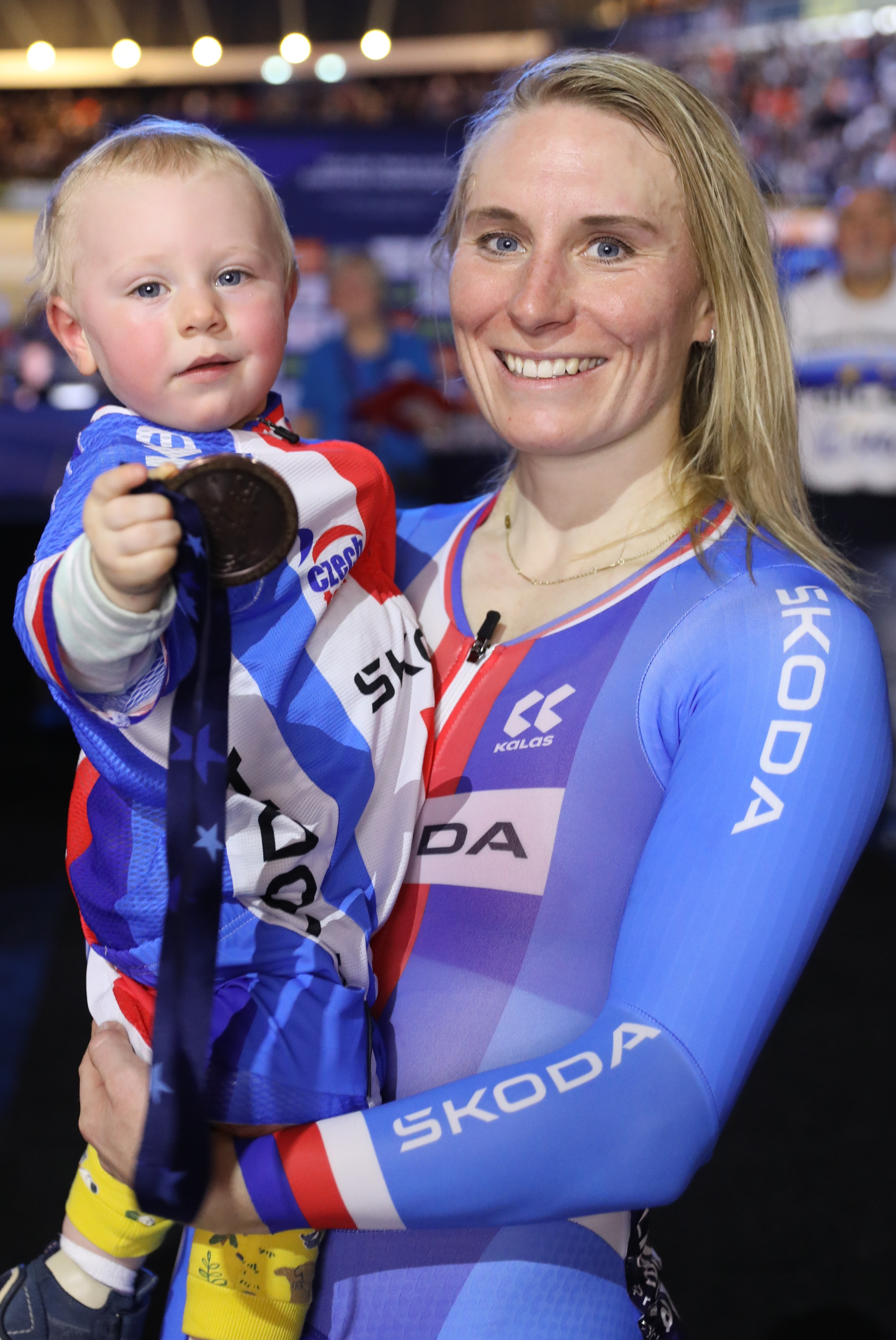
Machačová en haar zoon met de bronzen medaille die ze won op het EK 2024.

In 2022 nam Machačová niet deel aan wedstrijden vanwege de zwangerschap van haar eerste kind. In april 2023 maakte ze haar rentrée in de Tsjechische rittenkoers Gracia Orlová en in juni won ze het Tsjechische kampioen op de weg. Tijdens de Europese kampioenschappen baanwielrennen 2024 in januari won ze de bronzen medaille op de puntenkoers.

## Erelijst

### Baan

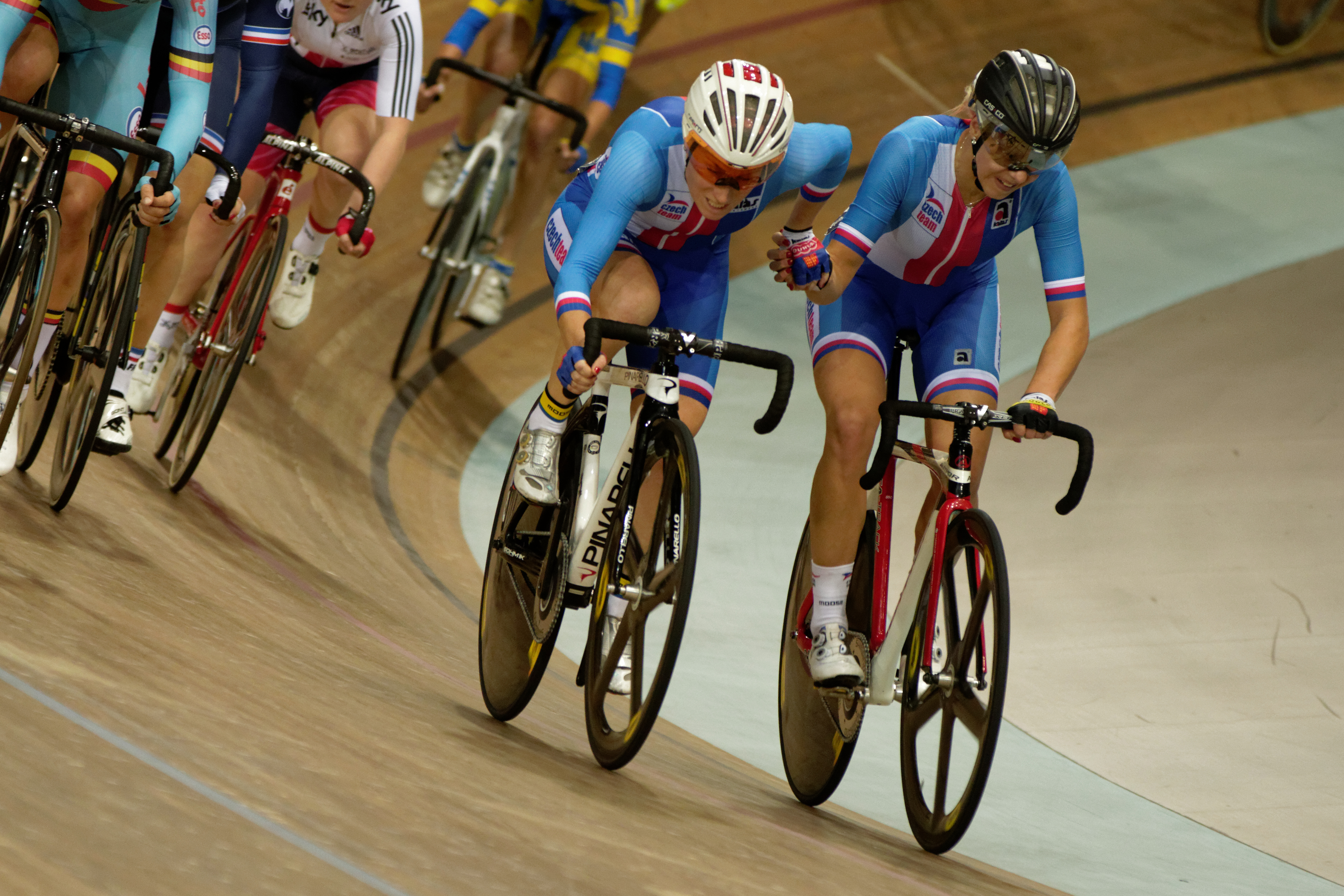
Machačová met Lucie Hochmann (r) tijdens de koppelkoers van het EK 2016.

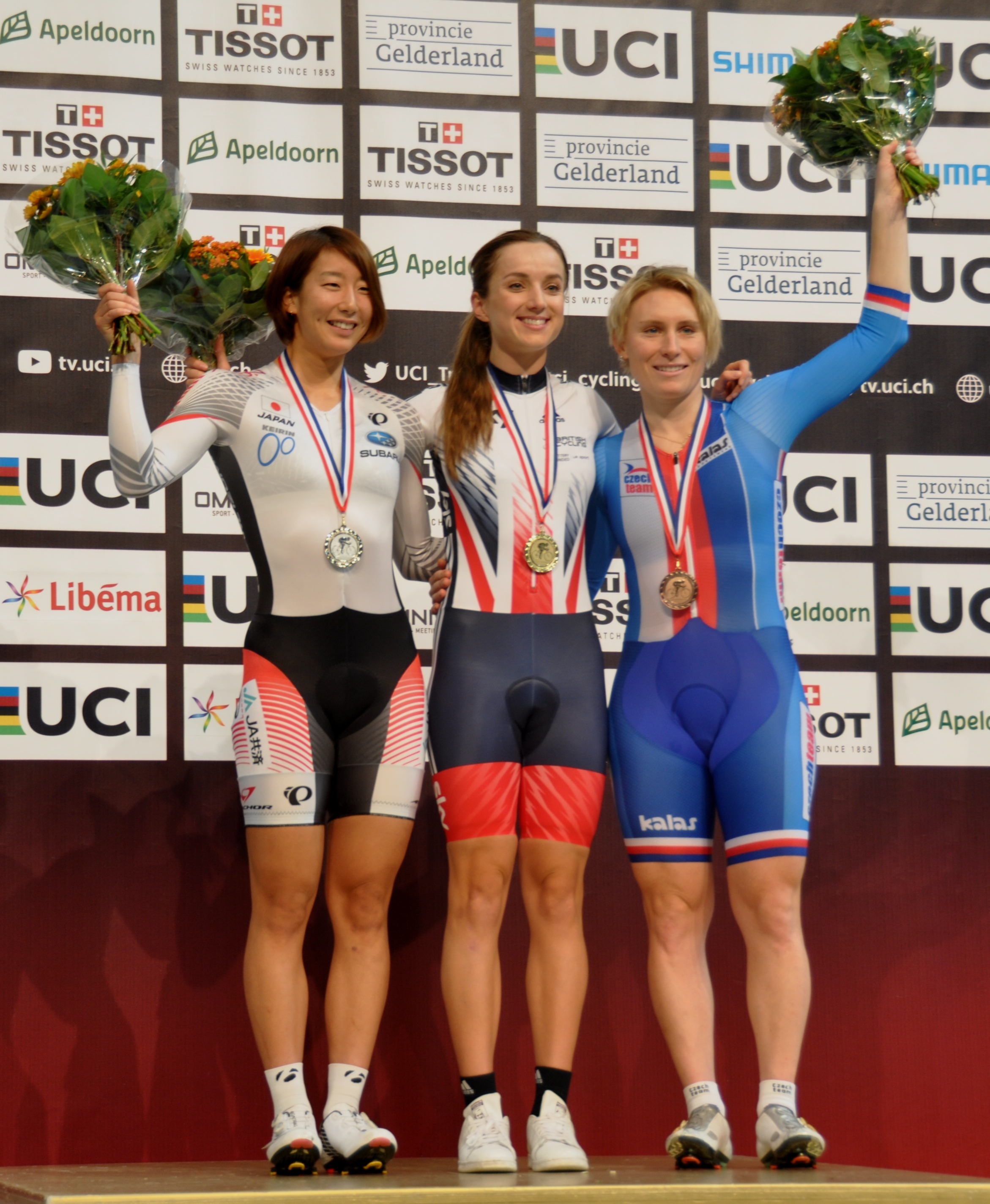
Ze won brons op de puntenkoers tijdens de wereldbeker 2016/2017 in Apeldoorn.

| Jaar | TK                                          | EK          | WK          | Overig                                                                      |
| ---- | ------------------------------------------- | ----------- | ----------- | --------------------------------------------------------------------------- |
| 2006 |                                             |             |             | WB Sydney: scratch                                                          |
| 2007 |                                             |             |             | WB Sydney: puntenkoers                                                      |
| 2008 |                                             |             |             | WB Los Angeles: puntenkoers                                                 |
| 2009 |                                             |             |             | WB Peking: puntenkoers                                                      |
| 2011 | teamsprint                                  | puntenkoers | puntenkoers |                                                                             |
| 2012 | ploegenachtervolging                        |             |             | WB Londen: scratch · WB Cali: scratch, omnium                               |
| 2013 | ploegenachtervolging, scratch, teamsprint   |             | puntenkoers | WB Aguascalientes (jan): puntenkoers · WB Aguascalientes (dec): puntenkoers |
| 2014 | omnium, ploegenachtervolging                |             |             |                                                                             |
| 2015 |                                             |             |             |                                                                             |
| 2016 | ploegenachtervolging, puntenkoers           |             |             | WB Apeldoorn: puntenkoers                                                   |
| 2017 | afvalkoers, omnium, ploegenachtervolging    |             |             | WB Milton: puntenkoers                                                      |
| 2018 | omnium, ploegenachtervolging, puntenkoers   |             |             |                                                                             |
| 2019 | omnium, ploegenachtervolging, puntenkoers   |             |             | ES: puntenkoers                                                             |
| 2020 |                                             |             |             |                                                                             |
| 2021 | achtervolging, omnium, puntenkoers, scratch |             |             |                                                                             |
| 2022 |                                             |             |             |                                                                             |
| 2023 |                                             |             |             |                                                                             |
| 2024 |                                             | puntenkoers |             |                                                                             |

### Weg
2006

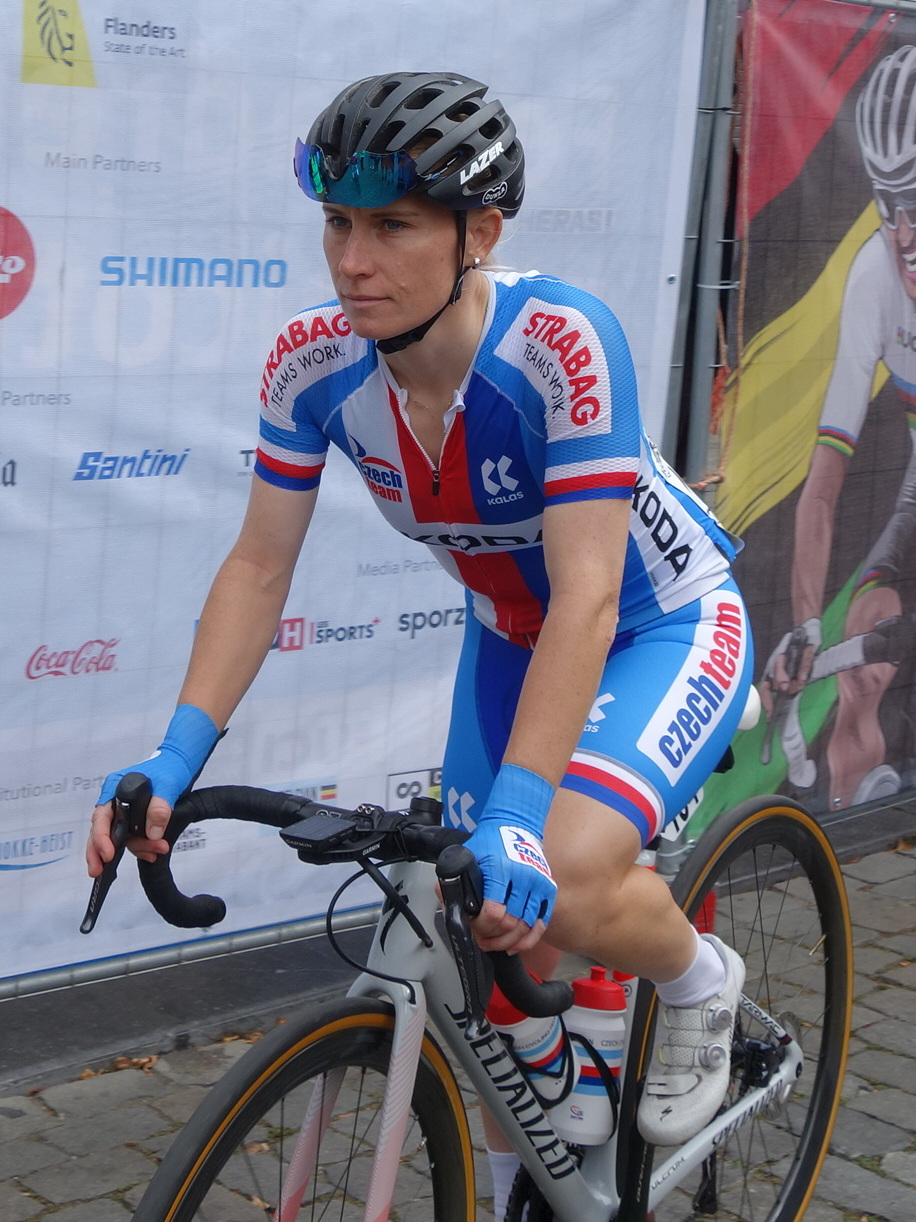
Machačová aan de start van het WK 2021.

 Tsjechisch kampioenschap tijdrit, elite
2007
 Tsjechisch kampioenschap wegrit, elite
2008
 Tsjechisch kampioen tijdrit, elite
 Tsjechisch kampioenschap wegrit, elite
2009
 Tsjechisch kampioenschap wegrit, elite
 Tsjechisch kampioenschap tijdrit, elite
2011
 Tsjechisch kampioenschap wegrit, elite
 Tsjechisch kampioenschap tijdrit, elite
2012
 Tsjechisch kampioen tijdrit, elite
2015
 Tsjechisch kampioenschap tijdrit, elite
2016
 Tsjechisch kampioenschap tijdrit, elite
2017
 Tsjechisch kampioenschap tijdrit, elite
 Tsjechisch kampioenschap wegrit, elite
Bergklassement Gracia Orlová
2018
 Tsjechisch kampioen wegrit, elite
 Tsjechisch kampioenschap tijdrit, elite
2019
 Tsjechisch kampioenschap tijdrit, elite
 Tsjechisch kampioenschap wegrit, elite
2020
 Tsjechisch kampioen wegrit, elite
2021
 Tsjechisch kampioenschap tijdrit, elite
2023
 Tsjechisch kampioen wegrit, elite